# برج التايمز
برج التايمز المعروف أيضًا باسم برج البنك المركزي الجديد، هو برج مكاتب في نيروبي، كينيا. يبلغ ارتفاعه 140 متر (459 قدم)وهو رابع أطول مبنى في كينيا بعد برج بريتام، وبرج مكاتب جي تي سي، وبرج يو إيه بي، التي تبلغ ارتفاعاتها 200 متر (656 قدمًا)، و184 مترًا (604 أقدام)، و163 مترًا (535 قدمًا) على التوالي. يتكون المبنى من 38 طابقًا، بالإضافة إلى مجمع مصرفي من 7 طوابق وموقف سيارات من 11 طابقًا، ويخدمه 10 مصاعد، صُمم المبنى لمقاومة الزلازل، وهو قائم على طبقة خرسانية يتراوح سمكها بين 0.9 إلى 3.0 م (2 قدم 11 بوصة إلى 9 قدم 10 بوصة) ويضم المبنى المكاتب الرئيسية لهيئة الإيرادات الكينية (KRA).

## نظرة عامة
- المستأجر الوحيد للمبنى هو هيئة الإيرادات الكينية، التي تستخدمه للإعفاءات الضريبية والإدارة، كما أنه بمثابة موقع لتثقيف دافعي الضرائب.
- يصبح المبنى في كثير من الأحيان موقعًا لطوابير طويلة، وخاصة بالقرب من اليوم العشرين من كل شهر عندما يحين موعد دفع الضرائب.
- المبنى مُحكم أمنيًا، حيث يخضع جميع الزوار لتفتيش دقيق من قِبل حراس باستخدام أجهزة كشف المعادن، ويحظى بحراسة مُشددة من قِبل رجال شرطة مُسلحين على مدار الساعة، ويختلف مدخل المبنى عن مخرجه لضمان سهولة التعامل مع الزوار.
- للدخول إلى المبنى بعد الطابق الأرضي، يلزم إبراز بطاقة هوية كينية للسكان المحليين أو جواز سفر للأجانب، ولا يُسمح بالدخول بدون هذه الوثائق إلا إذا ترك الموظف المُستضاف وثائق هويته مكان الزائر.
- بعض الطوابق محظور دخولها على غير العاملين، مثل الطابق السابع.